# Narciarstwo alpejskie na Zimowej Uniwersjadzie 2013
Narciarstwo alpejskie na Zimowej Uniwersjadzie 2013 odbyło się w dniach 13 grudnia – 20 grudnia 2013. Zawodnicy rywalizowali w pięciu konkurencjach – zjazd, supergigant, slalom gigant, slalom i kombinacja. Te same konkurencje odbyły się zarówno dla mężczyzn jak i kobiet. W odróżnieniu od poprzedniej uniwersjady rozegrano zjazd, a nie odbyła się superkombinacja.

## Zestawienie medalistów

### Kobiety
| Data            | Godzina                  | Konkurencja                 | Złoto                   | Srebro            | Brąz                |
| --------------- | ------------------------ | --------------------------- | ----------------------- | ----------------- | ------------------- |
| 13 grudnia 2013 | 10:00 UTC+1              | Zjazd (szczegóły)           | Walentina Golenkowa     | Jana Gantnerová   | Karolina Chrapek    |
| 15 grudnia 2013 | 10:00 UTC+1              | Supergigant (szczegóły)     | Giulia Borghetti        | Karolina Chrapek  | Walentina Gołenkowa |
| 18 grudnia 2013 | 10:00 UTC+1/ 13:00 UTC+1 | Slalom gigant (szczegóły)   | Maryna Gąsienica-Daniel | Michelle Morik    | Veronica Smedh      |
| 20 grudnia 2013 | 17:00 UTC+1/ 20:00 UTC+1 | Slalom (szczegóły)          | Nevena Ignjatović       | Margaux Givel     | Martina Dubovská    |
| 20 grudnia 2013 | 17:00 UTC+1/ 20:00 UTC+1 | Superkombinacja (szczegóły) | Jana Gantnerová         | Barbara Kantorová | Maryja Szkanawa     |

### Mężczyźni
| Data            | Godzina                  | Konkurencja                 | Złoto               | Srebro                      | Brąz            |
| --------------- | ------------------------ | --------------------------- | ------------------- | --------------------------- | --------------- |
| 13 grudnia 2013 | 11:00 UTC+1              | Zjazd (szczegóły)           | Davide Cazzaniga    | Blaise Giezendanner         | Guglielmo Bosca |
| 14 grudnia 2013 | 11:00 UTC+1              | Supergigant (szczegóły)     | Blaise Giezendanner | Nicolas Raffort             | Guglielmo Bosca |
| 17 grudnia 2013 | 9:00 UTC+1/ 12:00 UTC+1  | Slalom gigant (szczegóły)   | Jonas Fabre         | Thibaut Favrot Giulio Bosca |                 |
| 19 grudnia 2013 | 17:00 UTC+1/ 20:00 UTC+1 | Slalom (szczegóły)          | Joonas Rasanen      | Adam Žampa                  | Kryštof Krýzl   |
| 19 grudnia 2013 | 17:00 UTC+1/ 20:00 UTC+1 | Superkombinacja (szczegóły) | Olivier Jenot       | Blaise Giezendanner         | Ondřej Berndt   |

## Klasyfikacja medalowa
| Miejsce | Państwo    | złoto | srebro | brąz | Razem |
| ------- | ---------- | ----- | ------ | ---- | ----- |
| 1.      | Francja    | 2     | 4      | 0    | 7     |
| 2.      | Włochy     | 2     | 1      | 2    | 5     |
| 3.      | Słowacja   | 1     | 3      | 0    | 4     |
| 4.      | Polska     | 1     | 1      | 1    | 3     |
| 5.      | Rosja      | 1     | 0      | 1    | 2     |
| 6.      | Finlandia  | 1     | 0      | 0    | 1     |
| 6.      | Monako     | 1     | 0      | 0    | 1     |
| 6.      | Serbia     | 1     | 0      | 0    | 1     |
| 9.      | Austria    | 0     | 1      | 0    | 1     |
| 9.      | Szwajcaria | 0     | 1      | 0    | 1     |
| 11.     | Czechy     | 0     | 0      | 3    | 3     |
| 12.     | Białoruś   | 0     | 0      | 1    | 1     |
| 12.     | Szwecja    | 0     | 0      | 1    | 1     |

## Wyniki

### Kobiety

#### Zjazd
| Miejsce | Zawodniczka         | Reprezentacja | Czas    | Strata |
| ------- | ------------------- | ------------- | ------- | ------ |
| 1.      | Walentina Golenkowa | Rosja         | 1:17,92 | -      |
| 2.      | Jana Gantnerová     | Słowacja      | 1:18,04 | +0,12  |
| 3.      | Karolina Chrapek    | Polska        | 1:18,21 | +0,29  |
| 4.      | Pavla Klicnarová    | Czechy        | 1:18,22 | +0,30  |
| 5.      | Lucie Piccard       | Francja       | 1:18,87 | +0,95  |
| 6.      | Mihaela Kosi        | Słowenia      | 1:19,17 | +1,25  |
| 7.      | Maryja Szkanawa     | Białoruś      | 1:19,33 | +1,41  |
| 8.      | Anna Berecz         | Węgry         | 1:19,47 | +1,55  |
| 9.      | Barbara Kantorová   | Słowacja      | 1:19,49 | +1,57  |
| 10.     | Romane Nicoletta    | Francja       | 1:19,55 | +1,63  |

#### Supergigant
| Miejsce | Zawodniczka                  | Reprezentacja | Czas    | Strata |
| ------- | ---------------------------- | ------------- | ------- | ------ |
| 1.      | Giulia Borghetti             | Włochy        | 1:28,43 | -      |
| 2.      | Karolina Chrapek             | Polska        | 1:28,58 | +0,15  |
| 3.      | Walentina Golenkowa          | Rosja         | 1:29,22 | +0,79  |
| 4.      | Barbara Kantorová            | Słowacja      | 1:29,29 | +0,86  |
| 5.      | Valentina Cillara Rossi      | Włochy        | 1:29,30 | +0,87  |
| 6.      | Agnieszka Gąsienica-Gładczan | Polska        | 1:29,36 | +0,93  |
| 7.      | Mihaela Kosi                 | Słowenia      | 1:29,57 | +1,14  |
| 8.      | Elena Re                     | Włochy        | 1:29,87 | +1,44  |
| 9.      | Barbora Lukáčová             | Słowacja      | 1:29,93 | +1,50  |
| 10.     | Pavla Klicnarová             | Czechy        | 1:30,06 | +1,63  |

#### Slalom gigant
| Miejsce | Zawodniczka             | Reprezentacja | Czas    | Strata |
| ------- | ----------------------- | ------------- | ------- | ------ |
| 1.      | Maryna Gąsienica-Daniel | Polska        | 1:50,99 | -      |
| 2.      | Michelle Morik          | Austria       | 1:51,23 | +0,24  |
| 3.      | Veronica Smedh          | Szwecja       | 1:51,54 | +0,55  |
| 4.      | Anastasija Romanowa     | Rosja         | 1:51,58 | +0,59  |
| 5.      | Margot Bottlaender      | Francja       | 1:51,73 | +0,74  |
| 5.      | Nina Halme              | Finlandia     | 1:51,73 | +0,74  |
| 7.      | Jana Gantnerová         | Białoruś      | 1:51,78 | +0,79  |
| 8.      | Valentina Cillara Rossi | Włochy        | 1:52,06 | +1,07  |
| 9.      | Nevena Ignjatović       | Serbia        | 1:52,37 | +1,38  |
| 10.     | Lisa Pfeifer            | Włochy        | 1:52,68 | +1,69  |

#### Slalom
| Miejsce | Zawodniczka       | Reprezentacja | Czas    | Strata |
| ------- | ----------------- | ------------- | ------- | ------ |
| 1.      | Nevena Ignjatović | Serbia        | 1:38,42 | -      |
| 2.      | Margaux Givel     | Szwajcaria    | 1:38,78 | +0,36  |
| 3.      | Martina Dubovská  | Czechy        | 1:38,98 | +0,56  |
| 4.      | Ksenia Alopina    | Rosja         | 1:39,14 | +0,72  |
| 5.      | Sofija Novoselić  | Chorwacja     | 1:39,25 | +0,83  |
| 6.      | Barbora Lukáčová  | Słowacja      | 1:39,34 | +0,92  |
| 7.      | Jana Gantnerová   | Słowacja      | 1:39,53 | +1,11  |
| 8.      | Barbara Kantorová | Słowacja      | 1:39,88 | +1,46  |
| 9.      | Veronica Smedh    | Szwecja       | 1:40,00 | +1,58  |
| 10.     | Lucie Piccard     | Francja       | 1:40,09 | +1,67  |

#### Kombinacja
| Miejsce | Zawodniczka        | Reprezentacja | Punkty |
| ------- | ------------------ | ------------- | ------ |
| 1.      | Jana Gantnerová    | Słowacja      | 398    |
| 2.      | Barbara Kantorová  | Słowacja      | 381    |
| 3.      | Maryja Szkanawa    | Białoruś      | 355    |
| 4.      | Pavla Klicnarová   | Słowacja      | 340    |
| 5.      | Romane Nicoletta   | Francja       | 320    |
| 6.      | Sakurako Mukōgawa  | Japonia       | 306    |
| 7.      | Anna Berecz        | Węgry         | 295    |
| 8.      | Lucie Piccard      | Francja       | 282    |
| 9.      | Margot Bottlaender | Francja       | 273    |
| 10.     | Martina Dubovská   | Czechy        | 263    |

### Mężczyźni

#### Zjazd
| Miejsce | Zawodnik             | Reprezentacja | Czas    | Strata |
| ------- | -------------------- | ------------- | ------- | ------ |
| 1.      | Davide Cazzaniga     | Włochy        | 1:13,00 | -      |
| 2.      | Blaise Giezendanner  | Francja       | 1:13,48 | +0,48  |
| 3.      | Guglielmo Bosca      | Włochy        | 1:13,73 | +0,73  |
| 4.      | Nicolas Raffort      | Francja       | 1:14,07 | +1,07  |
| 5.      | Nils Allegre         | Francja       | 1:14,27 | +1,27  |
| 6.      | Emanuele Buzzi       | Włochy        | 1:14,43 | +1,43  |
| 7.      | Juri Daniloczkin     | Białoruś      | 1:14,79 | +1,79  |
| 8.      | Georgi Georgijew     | Bułgaria      | 1:14,89 | +1,89  |
| 8.      | Sven Hermann         | Szwajcaria    | 1:14,89 | +1,89  |
| 10.     | Michelangelo Tentori | Włochy        | 1:14,91 | +1,91  |

#### Supergigant
| Miejsce | Zawodnik                        | Reprezentacja | Czas     | Strata |
| ------- | ------------------------------- | ------------- | -------- | ------ |
| 1.      | Blaise Giezendanner             | Francja       | 1:22,32  | –      |
| 2.      | Nicolas Raffort                 | Francja       | 1:22,87  | +0,55  |
| 3.      | Guglielmo Bosca                 | Włochy        | 1:23,12  | +0,80  |
| 4.      | Emanuele Buzzi                  | Włochy        | 1:23,17  | +0,85  |
| 5.      | Maarten Meiners                 | Holandia      | 1:23,38  | +1,06  |
| 6.      | Giulio Bosca                    | Włochy        | 1:23,48  | +1,16  |
| 7.      | Nils Allegre                    | Francja       | 1:23,59  | +1,27  |
| 8.      | William Julien Victor Delberghe | Francja       | 1:23,77  | +1,45  |
| 9.      | Sven Hermann                    | Szwajcaria    | +1:23,80 | +1,48  |
| 10.     | Misel Žerak                     | Słowenia      | 1:23,92  | +1,60  |

#### Slalom gigant
| Miejsce | Zawodnik        | Reprezentacja     | Czas     | Strata |
| ------- | --------------- | ----------------- | -------- | ------ |
| 1.      | Jonas Fabre     | Francja           | 1:47,74  | –      |
| 2.      | Thibaut Favrot  | Francja           | 1:48,02  | +0,28  |
| 2.      | Giulio Bosca    | Włochy            | 1:48,02  | +0,28  |
| 4.      | Maarten Meiners | Holandia          | 1:48,07  | +0,33  |
| 5.      | Misel Žerak     | Słowenia          | 1:48,17  | +0,43  |
| 6.      | Patrick Jazbec  | Słowenia          | 1:48,33  | +0,59  |
| 7.      | Hig Roberts     | Stany Zjednoczone | 1:48,35  | +0,61  |
| 8.      | Martin Stricker | Szwajcaria        | 1:48,44  | +0,70  |
| 9.      | Adam Žampa      | Słowacja          | +1:48,50 | +0,76  |
| 10.     | Vincent Gaspoz  | Szwajcaria        | 1:48,73  | +0,99  |

#### Slalom
| Miejsce | Zawodnik           | Reprezentacja | Czas    | Strata |
| ------- | ------------------ | ------------- | ------- | ------ |
| 1.      | Joonas Rasanen     | Finlandia     | 1:32,09 | –      |
| 2.      | Adam Žampa         | Słowacja      | 1:32,25 | +0,16  |
| 3.      | Kryštof Krýzl      | Czechy        | 1:32,72 | +0,63  |
| 4.      | Siergiej Majtakow  | Rosja         | 1:32,74 | +0,65  |
| 5.      | Riccardo Tonetti   | Włochy        | 1:33,08 | +0,99  |
| 6.      | Dominik Stehle     | Niemcy        | 1:33,14 | +1,05  |
| 7.      | Stefan Prisadow    | Bułgaria      | 1:33,58 | +1,49  |
| 8.      | Kristaps Zvejnieks | Łotwa         | 1:33,82 | +1,73  |
| 9.      | Matej Falat        | Słowacja      | 1:34,04 | +1,95  |
| 10.     | Hideyuki Narita    | Japonia       | 1:34,18 | +2,09  |

#### Kombinacja
| Miejsce | Zawodnik            | Reprezentacja | Punkty |
| ------- | ------------------- | ------------- | ------ |
| 1.      | Olivier Jenot       | Monako        | 328    |
| 2.      | Blaise Giezendanner | Francja       | 323    |
| 3.      | Ondřej Berndt       | Czechy        | 317    |
| 4.      | Matej Falat         | Słowacja      | 313    |
| 5.      | Hideyuki Narita     | Japonia       | 311    |
| 6.      | Nicolas Raffort     | Francja       | 307    |
| 7.      | Jonas Fabre         | Francja       | 293    |
| 8.      | Emanuele Buzzi      | Włochy        | 291    |
| 9.      | Nils Allegre        | Francja       | 288    |
| 10.     | Maarten Meiners     | Holandia      | 285    |